# Асен Николов (революционер)
Вижте пояснителната страница за други личности с името Асен Николов.
Асен Николов Станоев е български революционер, деец на Вътрешната западнопокрайненска революционна организация (ВЗРО), член на Централния комитет на организацията.

## Биография
Асен Николов е роден през 1904 година в трънското село Пресека, тогава в България. Баща му почива и майка му се омъжва повторно в село Поганово, където Асен Николов израства.
След предаването на Западните покрайнини на Кралството на сърби, хървати и словенци (Югославия) в 1920 година, се присъединява към ВЗРО и ВМРО. Член е на Централния комитет на ВЗРО. На 3 март 1930 година организира атентат в Пирот, при който заедно с Манол Йотов хвърля бомби в кафенето на хотел „Национал“ в Пирот – щаб на сръбския офицер от разузнаването Груич, след което се прехвърля в България. На 12 юни 1930 година взривява железопътната гара в Ниш и прилежащите ѝ административни сгради, а между 19 и 20 декември Асен Николов организира атентат в Зайчар и залага бомби до казармите и железопътната гара.
Югославската власт решава да вербува по-малкия му брат по майчина линия Тодор Петров от Поганово под заплаха, че ако не убие Асен Николов, цялото му семейство ще бъде избито. Тодор Петров пристига в София, където получава пари и оръжие в югославското посолство. Вместо да убие Асен Николов на 20 октомври 1932 година той убива югославския царибродски агент фелдфебел Виден Митов на Централна гара в София, след което е арестуван, но по-късно е освободен.
През 1936 година Асен Николов се прехвърля в Югославия, но е заловен от властите. През 1937 година е осъден на смърт чрез разстрел и екзекутиран.